# Saint-Martin-d’Août

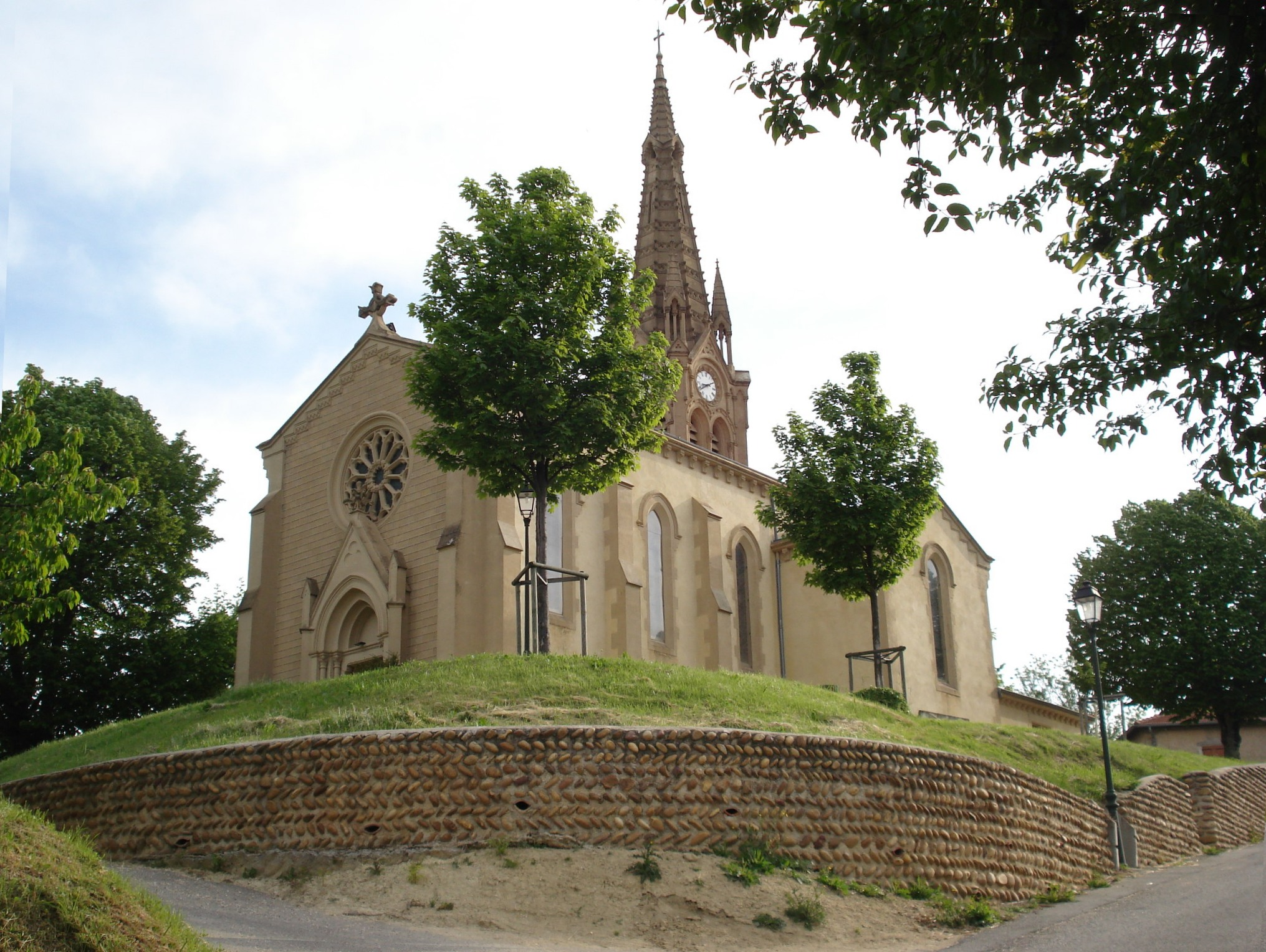
Kościół św. Marcina w Saint-Martin-d’Août, 2008

Saint-Martin-d’Août – miejscowość i gmina we Francji, w regionie Owernia-Rodan-Alpy, w departamencie Drôme.
Według danych na rok 1990 gminę zamieszkiwało 258 osób, a gęstość zaludnienia wynosiła 34 osoby/km² (wśród 2880 gmin regionu Rodan-Alpy Saint-Martin-d’Août plasuje się na 1370. miejscu pod względem liczby ludności, natomiast pod względem powierzchni na miejscu 1313.).